# Dokka

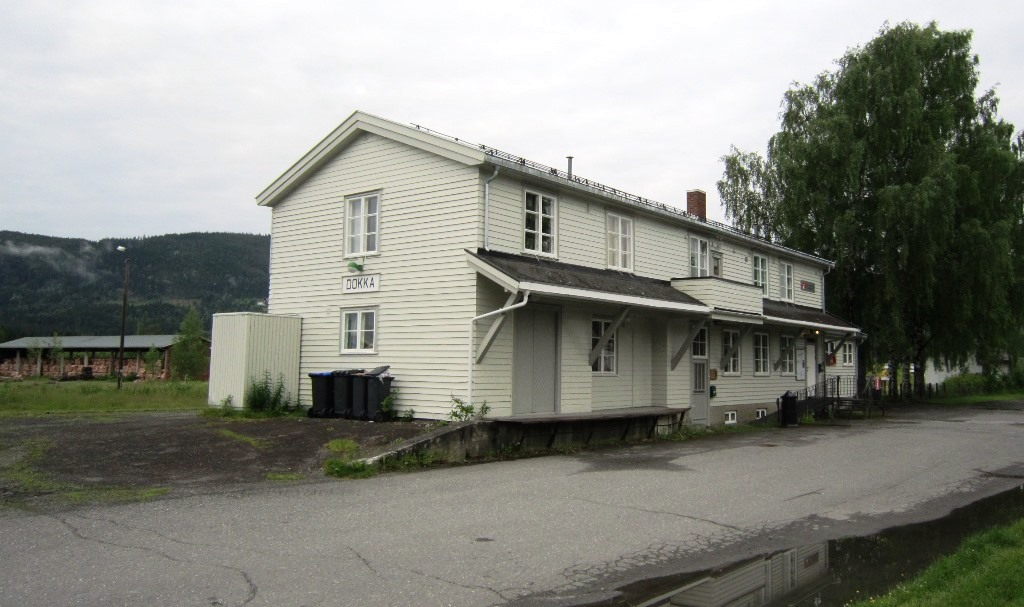
Bahnhof

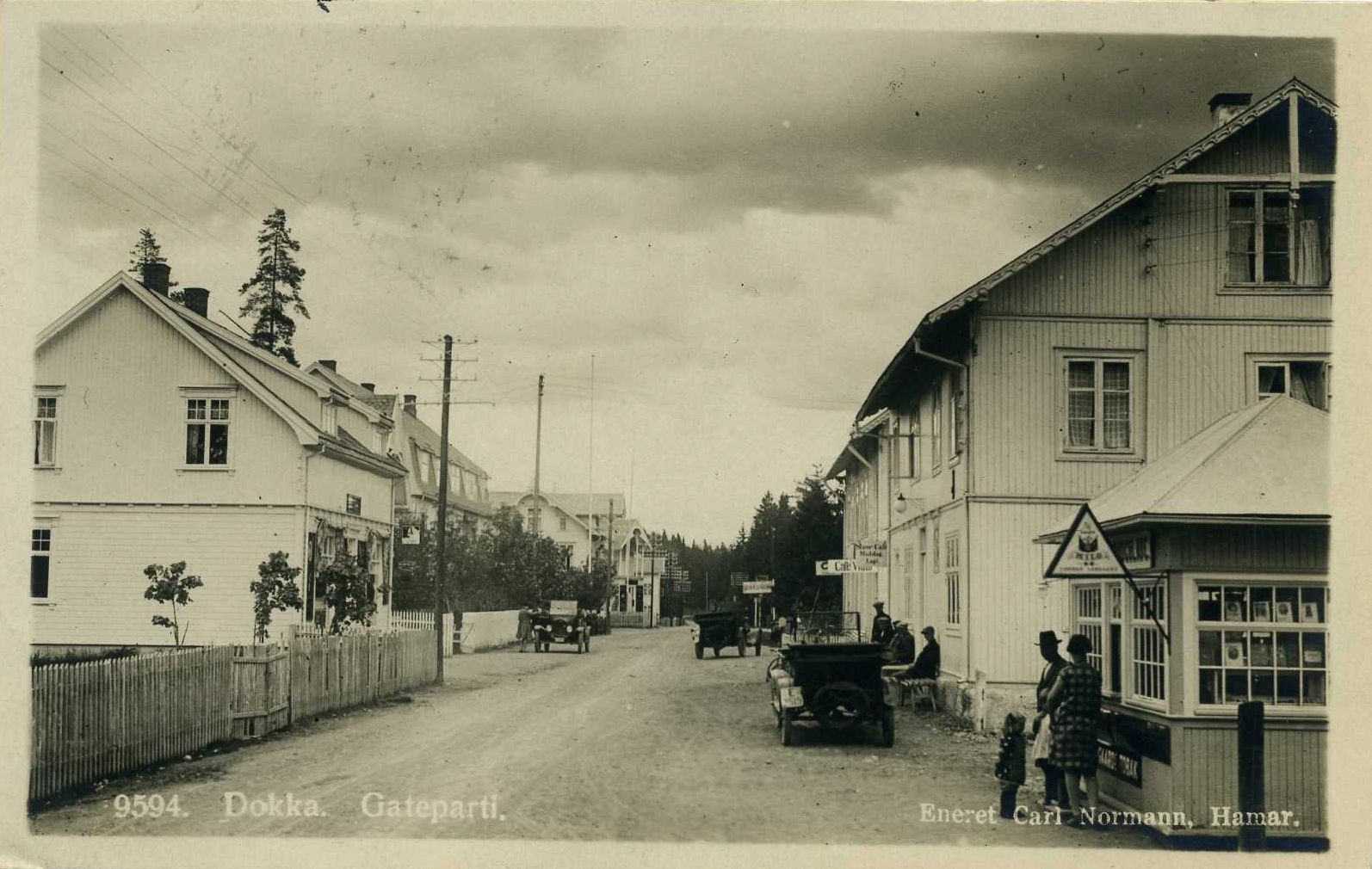
Historische Ansicht von Dokka

Dokka ist der Sitz der Verwaltung der Gemeinde Nordre Land im norwegischen Fylke Innlandet. Dokka liegt nördlich des Randsfjords, am Zufluss der Etna in den Fluss Dokka. Der Ort hat 2944 Einwohner (Stand: 1. Januar 2024).

## Infrastruktur
Dokka befindet sich zwischen der Europastraße 6 (E6) (Oslo – Tromsø – Kirkenes) und E16 (Oslo – Bergen) und hat daher eine gute Verkehrsanbindung. Die Straßen Fv33, Fv150, Fv162, Fv193 und Rv245 verlaufen durch den Ort. Sie bieten eine Anbindung nach Lillehammer, Gjøvik und Hamar im Osten, nach Hønefoss und Oslo im Süden und nach Fagernes im Westen. Im Jahr 1902 wurde die Eisenbahnstrecke der Landsbanen zwischen Eina und Dokka eröffnet. Bis 1906 erweiterte man die Strecke bis nach Fagernes und die Linie erhielt den Namen Valdresbanen. Im Jahr 1989 stellte man den Betrieb auf Beschluss des Storting ein und die Strecke wurde stillgelegt. Heute wird sie als Museumsbahn weiterhin genutzt und kann mit einer Draisine befahren werden.
Dokkas Industrie ist breit gefächert. Hier haben sich Unternehmen in der Holz- und Möbelindustrie sowie Textil- und Bekleidungsindustrie angesiedelt. Neben der Beton-, Eisen- und Metallindustrie existiert auch eine Produktion von Fertigteilhäusern. Darüber hinaus gibt es ein Kraft- und Wasserwerk und die örtliche Kläranlage.
Dokka ist das Bildungszentrum der Gemeinde Nordre Land. Neben mehreren Kindergärten gibt es eine Grundschule, eine Hauptschule (Dokka ungdomsskole) und die weiterführende Schule (Videregående skole). Die Nordre Land kulturskole teilt sich das Gebäude mit der Dokka ungdomsskole. Im Ort gibt es auch eine Bibliothek.

## Sehenswürdigkeiten
- Freilichtmuseum Lands bygdemuseum
- Felszeichnungen aus der Steinzeit in der Nähe des Møllerstufossen im Ortsteil Nordsinni

Direkt an den Ort grenzt im Osten das Dokka Naturreservat. Es besteht aus einem nahezu unberührten Waldgebiet mit artikischer Flora. In dem Gebiet wachsen viele seltene Orchideen und Pilzarten, von denen über 20 Arten auf der Roten Liste geführt werden. Auch die in Norwegen selten vorkommenden Kalkkiefern wachsen hier.

## Persönlichkeiten aus Dokka
- Kjetil Bjørklund (* 1967), Politiker (SV)
- Rune Brattsveen (* 1984), Biathlet
- Johanne Kolstad (1913–1997), Skispringerin
- Sverre Kolterud (1908–1996), Nordischer Kombinierer
- Brit Mæhlum (* 1957), Linguistin und Hochschullehrerin
- Trygve Rønningen (* 1968), Journalist und Moderator
- Randmod Sörensen (1910–1985), Skirennläufer, -springer und Fußballspieler
- Joachim Sørum (* 1979), Fußballspieler